# Tournado
Tournado, denominado Tournado: Live in Europe en posteriores reediciones, es el octavo álbum en vivo del grupo alemán de música electrónica Tangerine Dream. Publicado por el sello TDI Music el 30 de septiembre de 1997, coincidiendo con el 30 aniversario de la formación del grupo, recoge la segunda parte del concierto ofrecido el 23 de abril de 1997 en la sala Dome Muziki i Tanca de Zabrze (Polonia) dentro de la gira que el grupo realizó a lo largo de esa primavera en diferentes localizaciones de Europa.
Dave Conolly, en su crítica para AllMusic, destaca que "con su sonido nítido y ritmo rápido Tournado funciona como una excelente descripción del trabajo de Tangerine Dream. Si los oyentes no han adquirido ninguno de sus trabajos de los años 90 este puede ser el mejor lugar para empezar. Y a juzgar por la música de este disco Tangerine Dream ofrece un gran espectáculo".

## Producción
A diferencia de otros álbumes en vivo de Tangerine Dream como Logos Live o Inferno, publicados tras pasar por diferentes procesos de edición de sonido, producción o añadidos musicales, Tournado ofrece el material tal cual se grabó originalmente. A nivel sonoro abunda la utilización de percusión, guitarras e instrumentación electrónica haciendo que el conjunto fluctúe entre la música electrónica melódica instrumental y el pop fuera de los circuitos comerciales.
La relación de canciones son versiones en vivo de temas estrenados a lo largo de la década de los años 90 incluidos en los álbumes Rockoon (1993), 220 Volt Live (1993), Turn Of The Tides (1994), Tyranny Of Beauty (1995), Goblins Club (1996) y Oasis (1997). El tema introductorio, identificado como «Intro», no aparece acreditado como tal en las primeras ediciones del álbum y constituye una suerte de "pista oculta".

"La sala de conciertos ofrecía la mejor acústica para los sonidos electrónicos de todos los lugares en que tocó Tangerine Dream durante la gira. Es una buena razón para una banda que siempre tiene presente la música y el sonido en primer lugar. También escucharás una multitud muy entusiasta que ayudó a construir el ambiente típico de un concierto del grupo."
Tangerine Dream (1997) 

## Lista de temas
| N.º   | Título                                     | Escritor(es)  | Duración |  |
| 1.    | «Intro»                                    | Edgar Froese  | 3:41     |  |
| 2.    | «Flashflood»                               | Jerome Froese | 7:49     |  |
| 3.    | «220 Volt (Big Volt Version)»              | Jerome Froese | 8:18     |  |
| 4.    | «Firetongues»                              | Jerome Froese | 7:11     |  |
| 5.    | «Girls On Broadway»                        | Jerome Froese | 5:07     |  |
| 6.    | «Little Blond In The Park Of Attractions»  | Jerome Froese | 7:40     |  |
| 7.    | «Rising Haul In Silence»                   | Jerome Froese | 7:49     |  |
| 8.    | «Lamb With Radar Eyes (Lost Lamb Version)» | Jerome Froese | 7:42     |  |
| 9.    | «Touchwood»                                | Jerome Froese | 7:40     |  |
| 10.   | «Towards The Evening Star»                 | Jerome Froese | 7:03     |  |
| 70:00 |                                            |               |          |  |

## Personal
- Edgar Froese - sintetizadores, instrumentación electrónica, diseño de cubierta y producción
- Jerome Froese - sintetizadores, instrumentación electrónica y masterización
- Zlatko Perika - guitarra acústica y guitarra eléctrica
- Emil Hachfeld - percusión electrónica y codotronics
- Dave Dickson - ingeniero de grabación
- Kerry Lewis - monitorización
- Peter Leindl - técnico informático
- Christian Gstettner - técnico de grabación
- Jim Rakete - fotografía
- Monika Froese - fotografía